# Томилин, Авенир Григорьевич
Авени́р Григо́рьевич Томи́лин (1912—2000) — советский и российский биолог, известный специалист по водным млекопитающим. Окончил биологический факультет и аспирантуру МГУ, доктор биологических наук, профессор. Участник партизанского движения ВОВ.

## Научная деятельность
Родился в городе Кудымкар Соликамского уезда Пермской губернии. Отец — Григорий Кириллович Томилин, сельский учитель, мать — Ольга Логвиновна, урождённая Березина, родом из небогатой помещичьей семьи, умерла при рождении третьего сына, Владимира, в 1925 году. Воспитывался бабушкой, матерью отца. Интерес к естественным наукам возник под влиянием школьного учителя Н. И. Яркова.
В 1929 году окончил Кудымкарскую школу-десятилетку и 16 с половиной лет поступил на биологический факультет Московского университета. После второго курса участвовал в экспедиции в Чёшской губе и на Новой Земле. В проливе Маточкин Шар занимался учетом белух. Ученик С. И. Огнёва.
В 1933 году на отлично защитил дипломную работу по млекопитающим Коми-Пермяцкого автономного округа (написанную с использованием материалов, собранных в научной экспедиции) и был принят в аспирантуру лаборатории зоологии позвоночных. В первый год аспирантуры провёл восемь месяцев в китобойной экспедиции на Дальнем Востоке, собрав ценные материалы по китообразным.
Защитил кандидатскую диссертацию в 1937 году по теме «Тихоокеанские киты Северного полушария».
Был направлен на работу в Ростовский университет доцентом кафедры зоологии позвоночных.
После начала Великой Отечественной войны мобилизован осенью 1941 года. Под Харьковом эшелон был разбомблен неприятелем. Попал в плен, находился в нём 41 день. Бежал вместе с актёром Кравченко, добрался до села Богатая Чернещина, где не было немцев. Вошёл в партизанскую группу командира Рябухи, был занят подделкой печатей немецких комендатур. С приходом Советской армии снова мобилизован. Служил поваром в конном батальоне пехотной бригады, участвовал в форсировании Днепра. Отозван с фронта для службы в Новогиреевском питомнике, готовившем собак для подрывов танков и выноса раненных.
После войны работал сначала в Московском пушно-меховом институте (МПМИ) в Балашихе Московской области, а с 1956 года во Всесоюзном сельскохозяйственном институте заочного образования (ВСХИЗО создано реорганизацией МПМИ), на кафедре охотоведения. В 1947 году на совете МПМИ защитил докторскую диссертацию по теме «Проблемы экологии китообразных». На её основе опубликовал в 1957 году фундаментальный труд «Китообразные», том XIX в серии «Звери СССР и прилежащих стран», продолжение многолетника С. И. Огнёва.
Томилин написал 21 книгу, из них 8 — на немецком, французском, английском и других языках и примерно 300 статей (20 из них были опубликованы за границей).
Участвовал в создании «Красной книги РСФСР» и «Биологического энциклопедического словаря». Автор 50 статей в «Большой советской энциклопедии». Подготовил 14 кандидатов наук.
Соавтор двух научных открытий в области гидробионики (№ 95 от 23 декабря 1968 г. и № 265 от 4 ноября 1982 г.).

## Награды и звания
Неоднократный лауреат всесоюзных конкурсов на лучшую научную и научно-популярную литературу. Являлся при жизни единственным от СССР почётным членом международного общества по изучению морских млекопитающих (Вашингтон, США), посмертно оставлен в списке почетных членов. Являлся почётным членом всесоюзного териологического общества АН СССР.
Имел звание ветеран труда, после войне был награждён орденом Отечественной войны II-й степени и десятью медалями, участник ВДНХ, заслуженный деятель науки Российской Федерации (1993 год), заслуженный работник охотничьего хозяйства, дипломант Всесоюзного общества «Знание».
В 1994 году за выдающийся вклад в мировую науку и научное образование Авенир Григорьевич получил диплом «Заслуженный профессор программы Джорджа Сороса» из рук самого Сороса в Доме учёных. Кроме того, Томилин получил пожизненную пенсию от этого фонда. Эти средства он часто направлял на поощрения лучших студентов ВСХИЗО.

## Семья
- Первая жена — Софья Ильинична, преподаватель английского, умерла молодой от рака[3]
  - Дочь — Юлия Авенировна Томилина (г. р. 19.12.1946), балерина[3]
    - Внучки — Софья, балерина[3]. Анна, кардиолог.
- Вторая жена (с ~ 1970-го) — Клера Михайловна, урождённая ?[3].
- Старший брат — Александр, учился в Московском дирижаблестроительном институте, конструктор.
- Младший брат — Владимир (1925—2002), участник Великой Отечественной войны[3][5]

## Публикации

### Книги
- Томилин А. Г. Китообразные фауны морей СССР. — М.: Издательство Академии наук СССР, 1962
- Томилин А. Г. История слепого кашалота. — М.: Наука, 1965
- Томилин А. Г. Дельфины служат человеку. — М.: Наука, 1969
- Томилин А. Г. В мире китов и дельфинов. — М.: Знание, 1974/1980
- Томилин А. Г. Снова в воду: Биологический очерк об околоводных, полуводных и водных млекопитающих. — М.: Знание, 1977/1984

### Статьи
- доктор биологических наук А. Г. Томилин. К вопросу о содержании дельфинов в неволе и их поведении // «Бюллетень Московского острова испытателей природы. Отдел биологический», вып. 3, 1971.
- профессор А. Томилин. Первый советский дельфинарий // журнал «Охота и охотничье хозяйство», № 6, 1975. стр.46
- А. Томилин, Я. Близнюк. Поведение дельфинов // журнал «Охота и охотничье хозяйство», № 5, 1978. стр.42-43